# 佛罗里达-保利斯塔
佛罗里达-保利斯塔是巴西圣保罗州的一个市镇。总面积225.115平方公里，总人口12660人，人口密度56.2人/平方公里。